# Rhosus posticua
Rhosus posticua là một loài bướm đêm trong họ Noctuidae.